# Bundesstraße 8
Pour les articles homonymes, voir B8 et Route B8.
La Bundesstraße 8 (abrégé en B 8) est une Bundesstraße reliant la frontière néerlandaise, près de Emmerich am Rhein, à la frontière autrichienne, près de Passau, en passant par Düsseldorf, Cologne, Francfort-sur-le-Main et Nuremberg.

## Localités traversées
- Emmerich am Rhein
- Rees
- Wesel
- Dinslaken
- Walsum
- Duisbourg
- Düsseldorf
- Langenfeld (Rheinland)
- Leverkusen
- Cologne
- Troisdorf
- Siegburg
- Hennef
- Altenkirchen (Westerwald)
- Freilingen
- Limburg an der Lahn
- Bad Camberg
- Esch
- Königstein im Taunus
- Bad Soden am Taunus
- Francfort-sur-le-Main
- Hanau
- Aschaffenbourg
- Rohrbrunn
- Marktheidenfeld
- Höchberg
- Wurtzbourg
- Biebelried
- Kitzingen
- Iphofen
- Neustadt an der Aisch
- Emskirchen
- Langenzenn
- Fürth
- Nuremberg
- Feucht
- Neumarkt in der Oberpfalz
- Hemau
- Nittendorf
- Ratisbonne
- Straubing
- Aiterhofen
- Plattling
- Osterhofen
- Vilshofen an der Donau
- Passau